# Румба

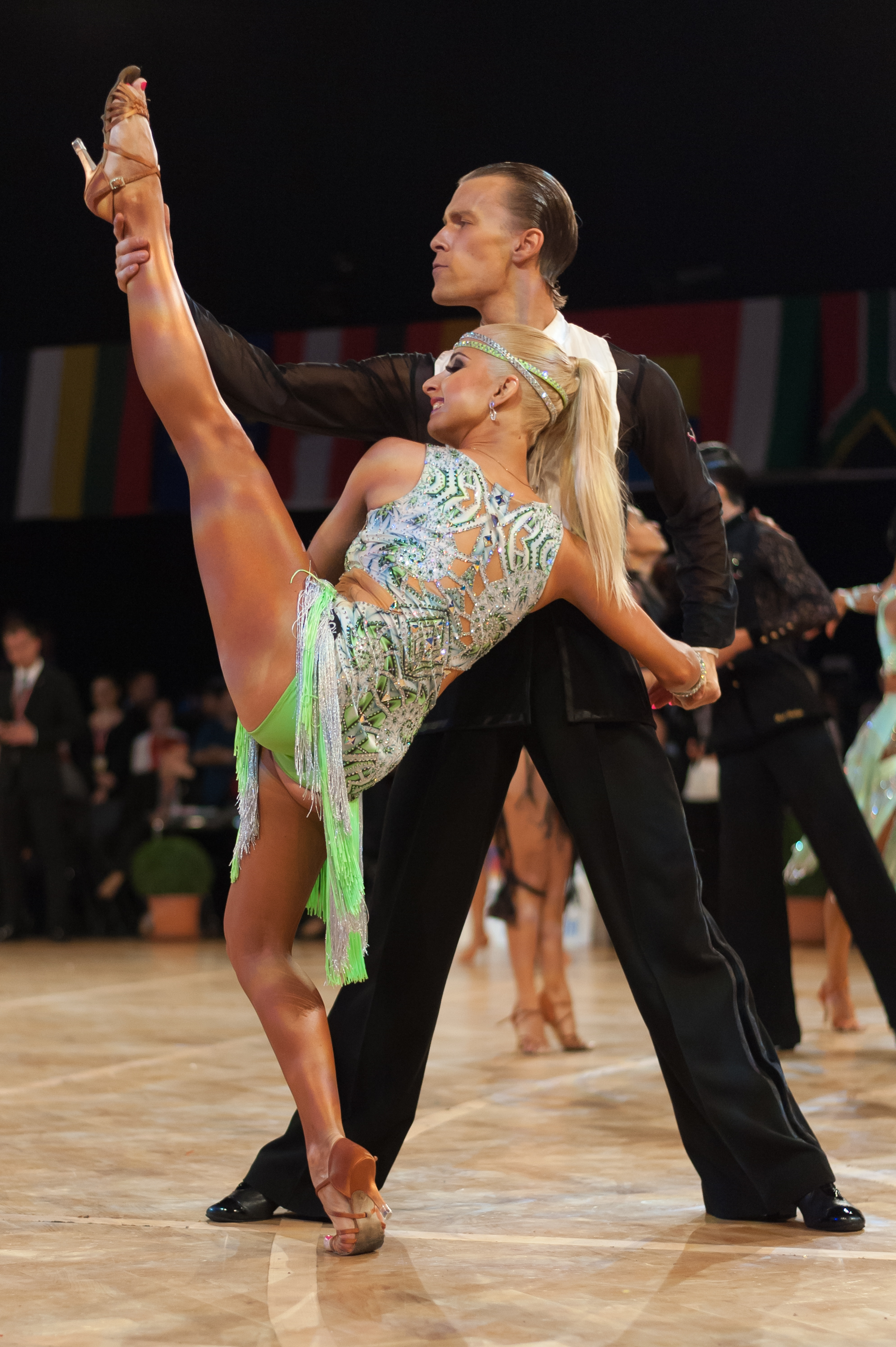
Румба

Ру́мба (исп. rumba) — у этого слова есть два различных значения.
Одно из них относится к направлению танцев и музыке, родившихся на Кубе и получивших распространение в США и государствах Западной Европы в конце 20-х годов XX века. Наиболее известным из них является rumba Guaguanco. Также популярными являются rumba Yambu и rumba Columbia. Каждый из этих видов румбы имеет свою стилистику музыки и танцевания, но в целом они очень близки.
Другое значение появилось сравнительно недавно и относится к танцу из программы бальных танцев, который входит в программу соревнований. В этом значении румба является самым медленным из пяти танцев соревновательной латиноамериканской программы (остальные четыре — пасодобль, самба, ча-ча-ча и джайв). Танец и музыка румбы из соревновательной программы латиноамериканских танцев происходят от кубинских музыкальных стилей и танцев болеро и сон.

## Стилистика румбы
Румба — парный кубинский танец африканского происхождения. Отличительной особенностью румбы являются эротические плавные движения, соединенные с широкими шагами.

### История румбы
Румба появилась в Гаване в XIX веке в комбинации с европейским контрдансом. Название «Rumba», возможно, происходит от названия танцевальных групп в 1807 году — «rumboso orquestra», хотя в Испании слово «rumbo» означает «направление», «курс» (аналог в русском языке — «румб»). Поскольку морская терминология заимствована в основном из Нидерландов, то значение «направление» в испанском языке более очевидно, чем в русском.

### Румба и ча-ча-ча
Изначально не существовало четкого разделения танцев дансона и ча-ча-ча, из-за чего вся музыка, характерным образом обыгрывавшая первую долю (несколько ударов из затакта, приводящих к первой доле), подпадала под категорию румбы. Со временем танцы чётко разделились. Музыка дансона приобрела более медленный темп, стала сочиняться, как правило, в минорном ладу, и приобрела своё обыгрывание первой доли (ударные: восьмая, восьмая, восьмая, четверть — первая доля). Музыка ча-ча-ча стала быстрее, сочиняется как в мажорном, так и в минорном ладу и имеет собственное, очень выраженное и подчеркнутое обыгрывание первой доли (восьмая, восьмая, четверть — первая доля, так называемое «ча-ча-ча» или «ча-ча-раз»).
В связи с этим многие знаменитые в прошлом румбы с современной точки зрения следует считать скорее ча-ча-ча или даже вообще невозможно четко классифицировать как один из этих танцев. Так, например, знаменитая мелодия «Кукарача», считавшаяся румбой, не является ни ею, ни ча-ча-ча с современной точки зрения. «Guantanamera» более известна в варианте ча-ча-ча, а не румбы.
Таким образом, румба обязана своим рождением религиозным ритуалам, развивалась она на базе ярко выраженных ритмов и хоровых голосов. Также можно сказать, что румбой в какой-то степени являются все те танцы, которые были созданы кубинцами.
В настоящее время этот танец известен на всех континентах. Сначала он пришел в кабаре, а затем на телевидение. Существует бальная румба, но она существенно отличается от аутентичного кубинского варианта.

### Виды румбы
В начале XIX века на Кубе существовало два варианта румбы, но широкую известность получила румба Гуагуанко (Guaguanco), танец, во время которого кавалер следует за дамой в поисках соприкосновения бедрами, а дама старается этого избежать. В этом танце дама как бы является объектом дерзкого ухаживания и старается сдержать страсть своего партнёра. Возможно, из-за этого за румбой и закрепилось название — «танец любви».
Также на Кубе существовали различные виды румбы, которые танцевались на праздниках и просто сборищах людей на улице. Ярким представителем является Румба Миметика, в которой изображаются различные сцены из жизни простых людей (Papilote, Mama’buela, Gavilan)
Коренную эволюцию румба претерпела, будучи вывезенной в США. Наравне с экспансивной, эротичной кубинской появилась румба американская — с более сдержанными движениями и стилем. Именно этот вариант румбы и распространился по всему миру, завоевав сердца нескольких поколений танцоров и просто ценителей латиноамериканской культуры. Гуагуанко в основном состоит из ритмов африканских барабанов, которые накладываются на ритм клавэ (clave), представляющий смещённый акцент, известный как 2-3. Пение без музыкального сопровождения напоминает старинные испанские мелодии, которые накладываются на ритмы африканских барабанов. Исполняется гуагуанко одним или несколькими солистами, тему и слова придумывают по ходу исполнения песни. Структура ритма гуагуанко основывается чаще всего на ритме румбы сон (Rumba Son).

### Румба в академической музыке
Румба использовалась в некоторых сочинениях композиторов XX века, например, в балете Д. Мийо «Сотворение мира» (1923 г.) и в финале его Второго фортепианного концерта.

### Эмоциональное содержание танца
Среди всех бальных танцев румба характеризуется наиболее глубоким эмоциональным содержанием. В ходе своей эволюции румба приобрела многие черты, характерные для джаза. 
Существует расхожий штамп, что «румба — танец любви». Контраст ярко выраженного эротического характера танца и драматического содержания музыки создаёт неповторимый эстетический эффект. Вопреки всеобщему мнению о том, что движения в румбе — это танцевальное воплощение эротических чувств, румба изначально была свадебным танцем, а её движения обозначали не что иное, как семейные обязанности супругов. Немногочисленные современные румбы, написанные в мажоре, имеют свою изюминку, но не оставляют такого глубокого впечатления.

### Хиты, написанные в ритме румбы
- «Амапола»
- La Media Vuelta — Эйди Горме (Eydie Gormé) [2]
- Mañana
- Cantinero de Cuba
- Reflection — Кристина Агилера
- Fairy Tale — Тони Брэкстон
- Don’t Know Why — Нора Джонс
- Falling Into You — Celine Dion
- When the Blue Bird sings
- La rumba de Nicolas — Gipsy Kings
- Una rumba por aqui — Gipsy Kings
- Rumba del stud — Gipsy Kings
- Tan differente - Georgy Musheev

### Кубинская румба
- Дони Бёрнс и Гейнор Фейвезер — https://www.youtube.com/watch?v=XZVFtTNwsKA
- Дони Бёрнс и Гейнор Фейвезер — https://www.youtube.com/watch?v=c1tKQGaVajM
- Yambu — https://www.youtube.com/watch?v=XkqgLsaTJ4s
- GuaGuanco — https://www.youtube.com/watch?v=no1F5jTlzsc
- Columbia — https://www.youtube.com/watch?v=KnP_LUpbk5U
- Mimetica «Mama’buela» — https://www.youtube.com/watch?v=mAHGwOZ3gU0
- Mimetica «Papalote» — https://www.youtube.com/watch?v=3mkcNsdAouE
- Mimetica «Gavilan» — https://www.youtube.com/watch?v=HWa3GAsXdlI